# Гимн Дагестана
Государственный гимн Республики Дагестан — один из официальных символов Республики Дагестан, наряду с флагом и гербом.
Музыка гимна утверждена Народным Собранием Республики Дагестан 25 февраля 2016 года, и представляет собой музыкальное произведение дагестанского композитора Мурада Кажлаева.
Текст гимна основан на стихотворении «Гьа бай» (Клятва) Расула Гамзатова, в переводе Николая Доризо.

## Текст гимна
| Текст на русском | Перевод на лезгинский |
| --- | --- |
| Горные реки к морю спешат, Птицы к вершинам путь свой вершат. Ты — мой очаг, ты — моя колыбель, Клятва моя, Дагестан! Припев: Тебе присягаю на верность свою, Дышу я тобой, о тебе пою. Созвездье народов нашло здесь семью. Мой малый народ, мой великий народ. Подвиги горцев, братство и честь, Здесь это было, здесь это есть. Мой Дагестан и Россия моя, Вместе с тобой навсегда! Припев Дагестан! | ВацӀар катзава дагъларай гьуьлуьхъ, Къушари лув гуз дагъларин кьилихъ, Вун – зи чими къул, вун – зи къулай кьеб, Зи кьин я михьи – хайи Дагъустан! Тикрар бенд: Ваз вафалувал эмир я рикӀин, Зи уьмуьр, нефес, зи мани эркин. Дуствилин хизан – гъетер хьиз къалин, Чан зи гъвечӀи халкь, чан зи халкь чӀехи! Стхавал, намус, игитвал кьетӀен – Гьа ихьтинди я ви руьгь, ви беден! Хайи Дагъустан, Урусат хайи – Санал ала чун са рекье даим! Тикрар бенд Дагъустан! |

## История
В апреле 1995 года на первой сессии дагестанского парламента выбирался один из двух вариантов гимна. Предварительный конкурсный отбор проведён с участием всех 11 членов Союза композиторов Дагестана. Эти 2 варианта были написаны известными дагестанскими композиторами Мурадом Кажлаевым и Ширвани Чалаевым на слова Расула Гамзатова. Принят был гимн на музыку народного артиста России Ширвани Чалаева. От слов гимна депутатами было решено отказаться.
Государственный гимн Республики Дагестан был утверждён Законом РД «О Государственном гимне Республики Дагестан» от 19 ноября 2003 года. Тогда гимн имел только музыкальную часть, автором партитуры которой являлся народный артист России Ширвани Чалаев. Текст гимна на русском языке опять официально не был принят.
20 июня 2015 года, Главой Республики Дагестан Рамазаном Абдулатиповым был объявлен конкурс на лучший текст гимна Дагестана. Конкурс проходил в два этапа. По итогам первого этапа, поступило 5 стихотворных текстов. А втором этапе, на рассмотрение комиссии были выдвинуты три готовых произведения:
1. гимн «Дагестан мой», стихи Расула Гамзатова, музыка народная — представленный группой общественных деятелей и творческой интеллигенции;
2. гимн Мурада Кажлаева «Клятва» на стихи Расула Гамзатова в переводе Николая Доризо, представленный руководством правления Союза музыкантов Дагестана;
3. авторский проект Григория Симакова (со стихами собственного сочинения).[10]

Большинством голосов был поддержан второй проект: «Клятва» Мурада Кажлаева на стихи Расула Гамзатова. Он же принят парламентом в феврале 2016 года.

## Авторы
- Музыка — Мурад Кажлаев
- Слова (на аварском) — Расул Гамзатов[12]
- Слова (перевод на русский) — Николай Доризо
- Слова (перевод на карачаево-балкарский) — Тауберт Ортабаев[13]
- Слова (перевод на лезгинский) — Мерд Алидинов[5]

## Критика
Глава Республики Дагестан Рамазан Абдулатипов заявил что первая версия гимна (муз. Ширвани Чалаева) «звучит как похоронка». В защиту первого варианта гимна выступили Народная артистка СССР Александра Пахмутова, заслуженный деятель искусств России Андрей Эшпай, доктор искусствоведения Александр Соколов и другие композиторы и музыковеды России. В открытом письме они отметили что гимн написан «в том ключе гимнических песнопений, которые сочетают в себе славильную монументальность и лирическую песенность, несущую на крыле своем любовь» и «аккумулирует в себе суммарный „интонационный образ“ многонациональной страны».